# Bandage
Pour les articles homonymes, voir Bandage (homonymie).

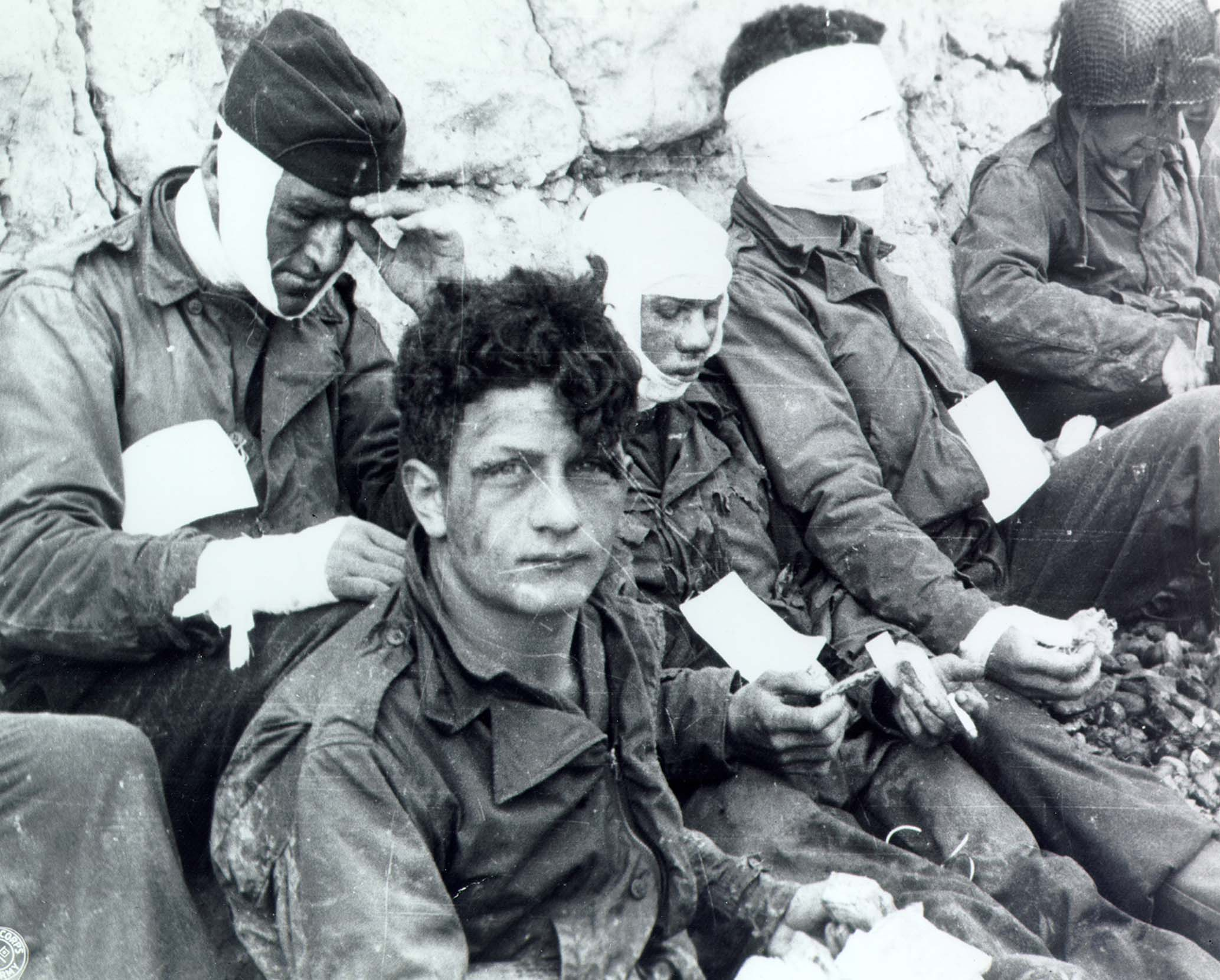
Des soldats américains bandés après avoir été blessés à Omaha Beach (6 juin 1944).

Un bandage est une technique de soin et de protection qui permet de maintenir un pansement ou une attelle. Il peut être effectué à partir de bandes de tissu (bandage simple) ou être plus élaboré (bandage tubulaire, bandage mécanique).